# Baulkham Hills
Baulkham Hills (/bɔːˈkʌm/) est un quartier de l'agglomération de Sydney, appartenant aux zones d'administration locale du comté des Hills et de la ville de Parramatta, dans l’État de la Nouvelle-Galles du Sud, en Australie. Il est appelé familièrement « Baulko ». Baulkham Hills a un ecolé selective, Baulkham Hills High School. 

## Géographie
Baulkham Hills est un quartier à vocation principalement résidentielle situé à environ 30 km au nord-ouest du centre d'affaires de Sydney. Il appartient principalement au comté des Hills, seule une petite partie au sud de l'autoroute M2 (Hills Motorway) se trouve sur le territoire de Parramatta.